# Liang Wenbo
Liang Wenbo (chiń. 梁文博; pinyin Liáng Wénbó; ur. 5 marca 1987 roku w Heilongjiang) – były chiński snookerzysta. Plasuje się na 30. miejscu pod względem zdobytych setek w profesjonalnych turniejach, ma ich łącznie 292. Od 6 czerwca 2023 roku skazany na dożywotni zakaz gry w profesjonalnych turniejach pod egidą World Professional Billiards and Snooker Association w związku ze śledztwem dotyczącym ustawiania meczów.

## Kariera
W gronie profesjonalistów od 2004 roku. 
Obecnie na stałe mieszka w Sheffield, gdzie trenuje w World Snooker Academy. 
Najwyższy break w swojej karierze – 147 punktów – uzyskał w czwartym framie meczu trzeciej rundy kwalifikacji z Martinem Gouldem, podczas kwalifikacji do turnieju Bahrain Championship w 2008 roku.
W 2008 roku po wygraniu czterech meczów eliminacyjnych awansował do rundy finałowej Mistrzostw świata w Crucible Theatre. Tamże niespodziewanie pokonał byłego mistrza świata Kena Dohertego (10:5) oraz Joe Swaila (13:12) i został tym samym pierwszym chińskim ćwierćfinalistą w historii turnieju. Na tym etapie musiał jednak uznać wyższość Ronniego O’Sulivana, przegrywając 7:13.
Zaskarbił sobie zwolenników dzięki ofensywnej grze, polegającej m.in. na próbach wbijania bil przez cały stół, zagrywanych trudnych wózkach, mimo możliwości zagrania odstawnych.
Jego największe dotychczas osiągnięcie w karierze miało miejsce na początku sezonu 2009/2010. We wrześniu 2009 roku po raz pierwszy osiągnął finał turnieju rankingowego, Shanghai Masters, gdzie musiał uznać wyższość Ronniego O’Sullivana 5:10.
Dzięki bardzo dobrym występom w turniejach rankingowych Main Touru, w rankingu światowym na sezon 2010/2011, Wenbo został sklasyfikowany na 16. pozycji – dotychczas najwyższej w karierze. Miejsce to dało mu możliwość gry we wszystkich turniejach rankingowych sezonu bez udziału w kwalifikacjach.
W sezonie 2015/16 osiągnął swój jedyny finał turniejów Potrójnej Korony, ulegając w decydującym meczu UK Championship 2015 Neilowi Robertsonowi 5:10. Robertson w tym meczu zbudował także pierwszego w historii finałów Triple Crown maksymalnego breaka.
W sezonie 2016/17 Liang wygrał swój jedyny w karierze turniej rankingowy – English Open 2016. W finale pokonał wówczas Judda Trumpa 9:6. Podczas turnieju Masters 2017 w meczu pierwszej rundy z Ronniem O’Sullivanem prowadził 5:4 i potrzebował wbicia ostatniej czarnej bili w 10. frejmie do wygrania meczu. Liang spudłował, a później przegrał mecz 5:6 po 121-punktowym breaku O'Sullivana w decydującej partii. W mistrzostwach świata tegoż roku przegrał z Ding Junhuiem 12:13 w drugiej rundzie, prowadząc wcześniej 12:11. Na koniec sezonu osiągnął najwyższe w swojej karierze, 11. miejsce na światowej liście rankingowej.
W meczu eliminacji do Mistrzostwa Świata w Snookerze 2018 z Rodem Lawlerem zbudował breaka maksymalnego w 10. frejmie. Dwie partie później Chińczyk mógł zbudować drugie 147 w tym meczu, ale spudłował ostatnią czarną bilę, kończąc podejście na 140 punktach. W przypadku wbicia tej bili Liang zostałby pierwszym snookerzystą, który wbił dwa breaki maksymalne w jednym meczu.

## Problemy prawne i dyskwalifikacja ze snookera
20 lipca 2021 kamery CCTV zauważyły Lianga, który kopał i bił kobietę w centrum Sheffield. Ofiara wykonała również telefon alarmowy, w którym krzycząc, poinformowała, że znajduje się w niebezpieczeństwie. Liang przyznał się do winy, a wskutek śledztwa został on skazany na 12 miesięcy prac społecznych oraz 1 380 funtów grzywny. World Professional Billiards and Snooker Association zawiesiło Lianga w prawach zawodnika dzień po ogłoszeniu wyroku, przez co nie mógł on wystartować w eliminacjach do mistrzostw świata w snookerze 2022. Ostatecznie zawodnika zawieszono do sierpnia 2022.
27 października 2022 został ponownie zawieszony i odsunięty od uczestnictwa w turniejach przez World Professional Billiards and Snooker Association w związku z podejrzeniem o złamanie reguł dyscyplinarnych. 6 czerwca 2023 Liang wraz ze swoim rodakiem Li Hangiem został ukarany dożywotnim zakazem gry w turniejach pod egidą WPBSA. Oprócz tego, w efekcie postępowania ośmiu innych zawodników z Chin zostało ukaranych zawieszeniem na okres od 20 miesięcy do 5 lat. Liang został uznany winnym następujących czynów:
- ustawienie pięciu meczów pomiędzy 24 lipca a 28 września 2022;
- zachęcanie i nakłanianie innych graczy do ustawiania dziewięciu meczów pomiędzy 24 lipca a 13 grudnia 2022;
- obstawianie meczów w okresie od 1 sierpnia 2019 do 31 grudnia 2022;
- grożenie innemu zawodnikowi i zmuszanie go do usunięcia wiadomości z telefonu;
- grożenie innemu zawodnikowi i próba zniechęcenia go do współpracy w śledztwie;
- próba zatajenia dowodów w śledztwie poprzez usuwanie wiadomości z telefonu w momencie otrzymania informacji o wszczęciu postępowania i żądanie, aby inni podejrzani zawodnicy również usuwali te wiadomości;
- brak współpracy z WPBSA poprzez niestawianie się na przesłuchaniach oraz niedostarczanie dowodów wymaganych przez dochodzenie.

## Statystyka zwycięstw

### Rankingowe
- English Open 2016

### Nierankingowe
- Beijing International Challenge, 2009

### Amatorskie
- IBSF World Under-21 Championship, 2005